# Vinné
Vinné es un municipio del distrito de Michalovce en la región de Košice, Eslovaquia, con una población estimada a final del año 2024 de 2169 habitantes.
Se encuentra ubicado al noreste de la región, en la cuenca hidrográfica del río Bodrog (afluente derecho del Tisza) y cerca de la frontera con la región de Prešov, Ucrania y Hungría.

## Demografía
| Año        | 1994 | 2004    | 2014    | 2024     |
| ---------- | ---- | ------- | ------- | -------- |
| Población  | 1536 | 1634    | 1747    | 2169     |
| Diferencia |      | +6,38 % | +6,91 % | +24,15 % |

| Año        | 2023 | 2024    |
| ---------- | ---- | ------- |
| Población  | 2156 | 2169    |
| Diferencia |      | +0,60 % |